# Ésser humà (antic Egipte)
Per als antics egipcis, l'ésser humà estava compost per diversos elements, tant tangibles com intangibles. Actualment la naturalesa de la majoria d'aquests elements és difícil d'entendre, ja que difereix de la nostra concepció espiritual, de manera que no tenim paraules exactes per a designar-los.
Els egipcis pensaven que l'esperit humà es componia de diversos elements: ib, ka, ba, akh, ren, i sheut. A més d'aquests components hi havia el cos físic, anomenat ja o jat (gàbies en plural), significant el conjunt d'elements corporals. També era possible adquirir, mitjançant un procés d'iniciació, l'Akh i el Sekhem.
En els textos egipcis se suposava que l'individu posseïa un cos, Dyet, un cos espiritual, Sahu, "esperit", ba, un "doble", ka, intel·ligència, ju, la seva ombra, jaibit, una manera, Sekhem, un cor o ment, ib, i un nom, ren. El cos, alliberat de la majoria de les parts fàcilment corruptibles, per ser preservat era netejat amb natró, emplenat d'espècies i plantes aromàtiques, embolicat amb benes de lli, i protegit per amulets i textos religiosos, esperant a la tomba la visita de la seva ba, potser preservat fins que passés la seva resurrecció.
| «                          | Aixeca't, Teti. Aixeca't poderós enfortit. Seu amb els déus, fes el que va fer Osiris a la gran casa a Annu. | » |
| — Textos de les Piràmides. | |   |

## Cos
| K4 | t | * | Aa2 |

| K4 | t | * | Aa2 |

El cos "físic", denominat Dyet pels egipcis, o Jat si es fa referència a un cos momificat, és l'element més tangible dels que componen l'ésser humà.
Serveix de suport físic per als altres elements, de manera que devia ser momificat per assegurar la seva incorruptibilitat, i d'aquesta manera garantir que continués existint fins i tot després de la mort.
 Vegeu: Cos humà 

## Sahu
El Sahu, o cos espiritual, va obtenir un grau de coneixement, poder i glòria, i esdevingué durador i incorruptible, i es pot associar a l'ànima i conversar amb ella. Així, podrà ascendir al Cel i habitar amb el Sahu dels justos i déus.

## Ib
| F34 | Z1 |

| F34 | Z1 |

L'ib, o ab, simbolitzat pel cor, va ser considerat la seu dels pensaments i les emocions segons les creences egípcies. Era un dels elements espirituals més importants. Això s'evidencia per moltes expressions quotidianes en la llengua egípcia que incorporen la paraula ib, com aut-ib, "alegria" ('ampli cor'). Es representava com l'element que es contrapesava amb el símbol de Maat en el judici d'Osiris.

## Ka
| D28 | Z1 |

| D28 | Z1 |

 Ka  (k3 en egipci) era una mica del principi universal i immortal de la vida. Ka és un concepte semblant al de la "força vital", el que diferencia una persona viva d'una altra morta, mort que passava quan Ka abandonava el cos. Es pensava que el Ka  era creat per Jnum, en la seva roda de terrissaire, per ser dipositat en els fills en el moment de la seva concepció.
Els egipcis també creien que el Ka se sostenia per mitjà de l'aliment i la beguda. Per aquesta raó eren presentades als morts ofrenes d'aliment i beguda, encara que era el Ka (k3) de les ofrenes el que aquest consumia, no la part física de l'aliment.

## Ba
| G53 | Z1 |

| G53 | Z1 |

El Ba (b3 en egipci) és el concepte més proper a la noció occidental d'ànima. És la part transcendent que romandria amb el cos després de la mort de l'individu. També era el que feia únic a un ésser, semblant a la noció de "personalitat". Com l'ànima, el Ba és la part d'una persona que vivia després de la mort del cos, i el solien representar com una au amb cap humà, que volaria des de la tomba per unir-se amb Ka en la vida futura.

## Ren
| r | n |

| r | n |

Ren és el nom que la persona rep en néixer, encara que podria canviar a mesura que la persona anava evolucionant. El  ren viuria mentre el nom fos pronunciat, cosa que explica els grans esforços realitzats per protegir-lo, escrivint-lo profusament en papirs i monuments, o destruint-lo en casos de manifesta enemistat.

## Sheut
| Z1 | S36 | t |

| Z1 | S36 | t |

Sheut (SUT), Shuit o Jaibit: "l'ombra". L'ombra d'una persona estava sempre present. Una persona no podria existir sense una ombra, ni l'ombra sense la persona, per tant els egipcis conjecturaven que l'ombra contenia alguna cosa de la persona que representava. Per aquesta raó les estàtues dels éssers humans i déus van ser referides de vegades com les seves ombres. El Sheut es representava com una petita figura humana pintada totalment de negre, símbol de la mort, o com un sacerdot d'Anubis.

## Akh
| G25 | Z1 |

| G25 | Z1 |

L'Akh és un element vinculat a la "llum", és un concepte netament funerari lligat a les estrelles, i amb elles, a la resurrecció i la immortalitat. És representat amb el jeroglífic de l'ibis amb cresta, encara que la seva relació amb aquest animal és probablement només fonètica.
Si bé en un principi només els faraons i déus tenien Akh, aquest concepte es va anar modificant, i el pogueren obtenir algunes persones mitjançant la iniciació i el treball. És la màxima expressió de l'ésser humà "realitzat" que pot arribar a la vida futura entre les estrelles. La seva aparició sorgeix de la unió del Ka i el Ba, encara que altres autors opinen que sorgia de la unió del Ba amb el Dyet.

## Sekhem
| S42 | Z1 |

| S42 | Z1 |

El Sekhem era la manifestació de la força i voluntat divines; podia aconseguir-se mitjançant iniciació i ardu treball i conferia al que l'obtenia el poder dels déus en aquest món. Els sacerdots, o mags, que el posseïen es convertien en portadors de la força i voluntat divines i la seva manifestació en aquest món.
La seva representació simbòlica és un ceptre sagrat, el Sekhem, que generalment era portat pel faraó, o el summe sacerdot, en les cerimònies d'inauguració, per consagrar i beneir.
 Vegeu també: Hisop 